# Isaac Kimeli
Isaac Kimeli (Uasin Gishu, 9 maart 1994) is een Belgische atleet van Keniaanse origine. In de winter doet hij aan veldlopen en in de zomer legt hij zich toe op (middel)lange afstanden. Hij nam tweemaal deel aan de Olympische Spelen.

## Loopbaan

### Jeugd
Kimeli groeide op in Kenia en woonde bij zijn grootouders nadat zijn moeder naar België was verhuisd toen hij vier was. Op zijn 15e verhuisde hij zelf naar België. Hij liep school aan het Sint-Guido-instituut in Anderlecht (onthaalklas voor anderstalige nieuwkomers) en het Don Bosco-instituut in Halle. Pas in België begon hij met atletiek.
Kimeli veroverde verschillende jeugdtitels op de 1500 m en het veldlopen. In 2013 veroverde hij een zilveren medaille op het Europees kampioenschap veldlopen voor junioren in Belgrado. Kimeli streed bij deze gelegenheid gedurende de hele wedstrijd in de absolute spits, samen met de Turkse superfavoriet Ali Kaya. De Europese juniorenkampioen op de 10.000 m had er zijn handen meer dan vol aan om zijn Belgische concurrent van zich af te schudden en slaagde hierin pas in de laatste meters, na een slopende eindsprint.

### Doorbraak bij de senioren
In 2014 verbeterde Kimeli zijn persoonlijke records op de 800 m, 1500 m en 5000 m. Op de laatste twee afstanden behaalde hij ook de limiet voor deelname aan de Europese kampioenschappen in Zürich. Hij werd ook voor het eerst Belgisch seniorkampioen op de 1500 m. 

### Medailles op de EK veldlopen
Op de EK veldlopen in Tilburg van 2018 behaalde hij een zilveren medaille. De volgende drie edities zou hij telkens in de top 10 eindigen, met op de Europese kampioenschappen van 2022 een bronzen medaille. Hij werd zo de eerste Belg die twee medailles behaalde op de EK veldlopen.

### Clubs
Kimeli is aangesloten bij Olympic Essenbeek Halle en lid van het Runners' Lab Athletics Team.

## Kampioenschappen

### Internationale kampioenschappen
| Onderdeel | Titel                 | Jaar |
| --------- | --------------------- | ---- |
| veldlopen | Europees kampioen U23 | 2016 |

### Belgische kampioenschappen
Outdoor
| Onderdeel | Jaar                               |
| --------- | ---------------------------------- |
| 1500 m    | 2014                               |
| 5000 m    | 2023                               |
| 10 km     | 2020                               |
| veldlopen | 2015, 2017, 2018, 2023, 2023, 2024 |

Indoor
| Onderdeel | Jaar |
| --------- | ---- |
| 3000 m    | 2022 |

## Persoonlijke records
Outdoor
| Onderdeel | Prestatie | Datum            | Plaats              |
| --------- | --------- | ---------------- | ------------------- |
| 800 m     | 1.46,93   | 4 juni 2016      | Oordegem            |
| 1500 m    | 3.36,51   | 16 juni 2018     | Marseille           |
| 3000 m    | 7.41,30   | 5 september 2024 | Zürich              |
| 5000 m    | 12.56,53  | 15 mei 2024      | Stockholm           |
| 10.000 m  | 27.07,97  | 16 maart 2024    | San Juan Capistrano |

Indoor
| Onderdeel | Prestatie | Datum            | Plaats |
| --------- | --------- | ---------------- | ------ |
| 3000 m    | 7.44,17   | 13 februari 2021 | Gent   |

Weg
| Onderdeel | Prestatie  | Datum           | Plaats   |
| --------- | ---------- | --------------- | -------- |
| 10 km     | 27.10 (NR) | 12 januari 2025 | Valencia |

## Palmares

### 1500 m
- 2011: 9e EYOF in Trabzon - 3.58,80
- 2013:  BK AC - 3.54,84
- 2014:  BK AC - 3.52,34
- 2014: 19e EK - 3.41,96
- 2016: 9e EK in Amsterdam - 3.47,92
- 2018: 7e in ½ fin. EK in Berlijn - 3.42,77
- 2019: 9e in ½ fin. WK in Doha - 3.37,50

### 3000 m
- 2021:  EK indoor in Torun - 7.49,41
- 2022:  BK indoor AC - 7.46,62
- 2022: DNS WK indoor in Belgrado (7.55,75 in reeksen)

### 5000 m
- 2015:  EK U23 in Tallinn - 13.54,33
- 2018: DQ EK in Berlijn
- 2019: 14e WK in Doha - 13.44,29
- 2022: 11e EK in München - 13.33,39
- 2023:  BK AC - 13.25,56

Diamond League-resultaten
- 2025:  Athletissima - 13.07,67

### 10.000 m
- 2021: 18e OS in Tokio - 28.31,91
- 2022: 10e WK in Eugene - 27.43,50
- 2022: DNF EK in München
- 2024: 14e EK in Rome - 28.17,84
- 2024: 19e OS - 27.51,52

### 10 km
- 2020:  BK AC in Lokeren - 28.17
- 2025: 5e 10K Valencia - 27.10 (NR)

### 10 mijl
- 2021:  Antwerp 10 Miles - 48.08

### veldlopen
- 2012: 6e EK U20 in Boedapest
- 2013: 30e WK U20 in Bydgoszcz
- 2013:  EK U20 te Belgrado
- 2014:  Crosscup (korte cross)
- 2015:  Crosscup
- 2015:  BK AC in Wachtebeke
- 2016:  Crosscup
- 2016:  EK U23 te Chia
- 2016:  landenklassement EK U23
- 2017:  Crosscup
- 2017:  BK AC in Wachtebeke
- 2017: DNF WK in Kampala
- 2018:  BK AC in Laken
- 2018:  EK te Tilburg
- 2019: 8e EK in Lissabon (10.225 m) - 30.46
- 2019:  landenklassement EK in Lissabon
- 2020:  BK AC in Laken
- 2021: 9e EK in Dublin (10.000 m) - 30.45
- 2022:  EK in Turijn (10.000 m) - 29.45
- 2023:  Cross van Hannuit
- 2023:  BK AC in Laken
- 2023:  BK AC in Hulshout
- 2023: 11e EK in Laken
- 2023:  landenklassement EK
- 2023:  Crosscup
- 2024:  BK AC in Hulshout
- 2024: 4e EK in Antalya
- 2024:  landenklassement EK

## Onderscheidingen
- 2015: Gouden Spike voor beste mannelijke belofte